# Битва за Дрогобич (1944)
Битва за Дрогобич 1944 року — це бойові дії, що відбулися 6 серпня 1944 року в рамках Львівсько-Сандомирської операції. Бої проходили на східній частині міста Дрогобича та в селі Почаєвичі. У результаті кількагодинного бою німецько-угорський гарнізон здав місто.

## Передумови
Львівсько-Сандомирська операція, розпочата 13 липня 1944 року, виявилася успішною. Унаслідок розгрому німецьких військ у районі Львова та втрати ними міст Рава-Руська, Перемишль і Володимир-Волинський німецька група армій «Північна Україна» зазнала значних втрат і розкололася на дві частини. Це створило сприятливі умови для стрімкого наступу армій правого крила 1-го Українського фронту до Вісли та Сандомира, а також для розвитку успіху арміями лівого крила в напрямку Дрогобича й розгрому німецьких і угорських армій у передгір’ях Карпат. Завдання полягало в тому, щоб притиснути противника до Карпат і знищити його.
Через стрімке просування радянських військ німецькі окупаційні сили розпочали термінову евакуацію своїх установ із Дрогобича. Водночас на захід, рятуючись від радянської влади, вирушили сотні мешканців Дрогобича.

## Хід битви
У рамках Львівсько-Сандомирської операції, долаючи болотисту місцевість, з'єднання Червоної армії вийшли на північно-східну околицю Дрогобича. Вранці 6 серпня 1944 року радянські війська форсували річку Тисменицю, розпочавши штурм міста.
З боями радянські підрозділи просувалися в напрямку колишнього нафтопереробного заводу «Польмін».
Німецьке командування планувало підірвати нафтопереробний завод, який на той час був одним із найбільших у Європі. Проте висока інтенсивність боїв навколо заводу не дозволила організовано здійснити підрив. У боях за завод відзначився взвод під командуванням лейтенанта Пустовалова.
Після двогодинного бою в районі заводу та залізничного вокзалу о 8:30 гарнізон міста припинив опір. Радянські війська тріумфально пройшли вулицею Стрийською, не зустрічаючи опору з боку нечисленного місцевого населення, яке зібралося вздовж дороги. Першим у місто увійшов підрозділ під командуванням Героя Радянського Союзу Василя Колонова.
За радянськими джерелами, усіх загиблих у боях за Дрогобич радянських солдатів поховали в братських могилах на місці сучасного Меморіалу слави «Кладовище радянських воїнів».